# Lidia Valentínová
Lidia Valentínová Pérezová (* 10. února 1985 Ponferrada) je španělská vzpěračka těžké váhy. Její osobní rekord je 124 kg v trhu a 147 kg v nadhozu.
Na olympiádě 2008 v Pekingu obsadila ve váhové kategorii do 75 kg páté místo, tři vzpěračky před ní však byly později diskvalifikovány za užívání dopingu a Valentínová obdržela dodatečně stříbrnou olympijskou medaili. Na LOH 2012 skončila čtvrtá, po diskvalifikaci všech medailistek byla v roce 2016 vyhlášena olympijskou vítězkou. Z LOH 2016 má bronzovou medaili. Je rovněž dvojnásobnou mistryní světa z let 2017 a 2018, čtyřnásobnou mistryní Evropy (2014, 2015, 2017 a 2018) a dvojnásobnou vítězkou Středomořských her (2013 a 2018). V roce 2016 byla zvolena španělskou sportovkyní roku.